# Martina Jäschke
Martina Jäschke   (Merseburg, 6 de maig de 1960), de casada Scheidewig i Fülle és una saltadora alemanya, ja retirada, que va competir sota bandera de la República Democràtica Alemanya durant les dècades de 1970 i 1980.
El 1980 va prendre part en els Jocs Olímpics d'Estiu de Moscou, on va disputar les dues proves del programa de salts. Va guanyar la medalla d'or en la prova de palanca de 10 metres, mentre en la de trampolí de 3 metres fou cinquena.
En el seu palmarès també destaquen una medalla de plata al Campionat del Món de natació de 1978, així com una medalla de plata i una de bronze al Campionat d'Europa de natació de 1981. El 1978 i 1981 guanyà el campionat nacional de palanca.